# Wesmaelius majusculus
Wesmaelius majusculus är en insektsart som först beskrevs av Douglas E. Kimmins 1959.  Wesmaelius majusculus ingår i släktet Wesmaelius och familjen florsländor. Inga underarter finns listade i Catalogue of Life.